# Mudéjar

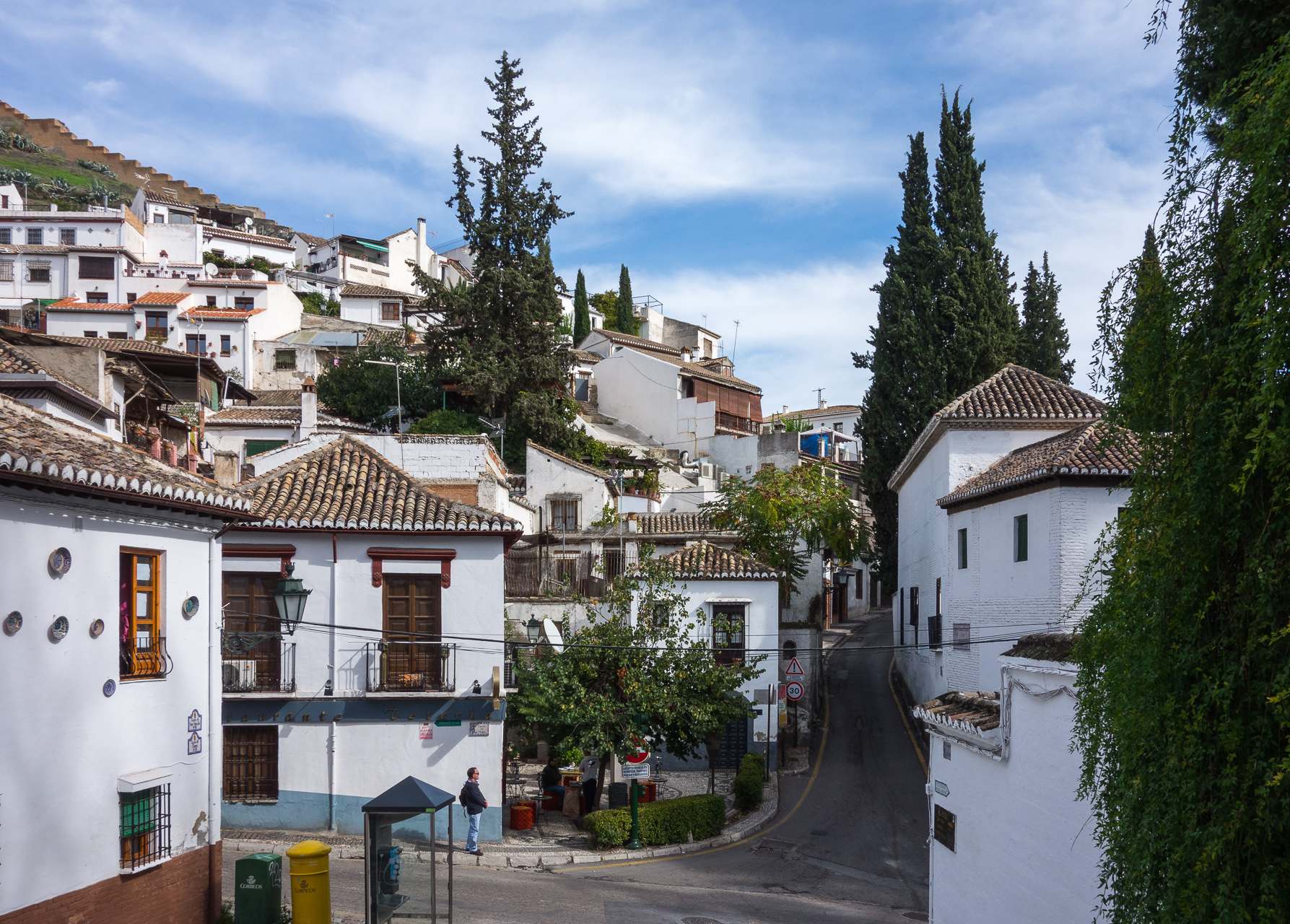
El barrio granadino de Albaicín, originalmente una morería.

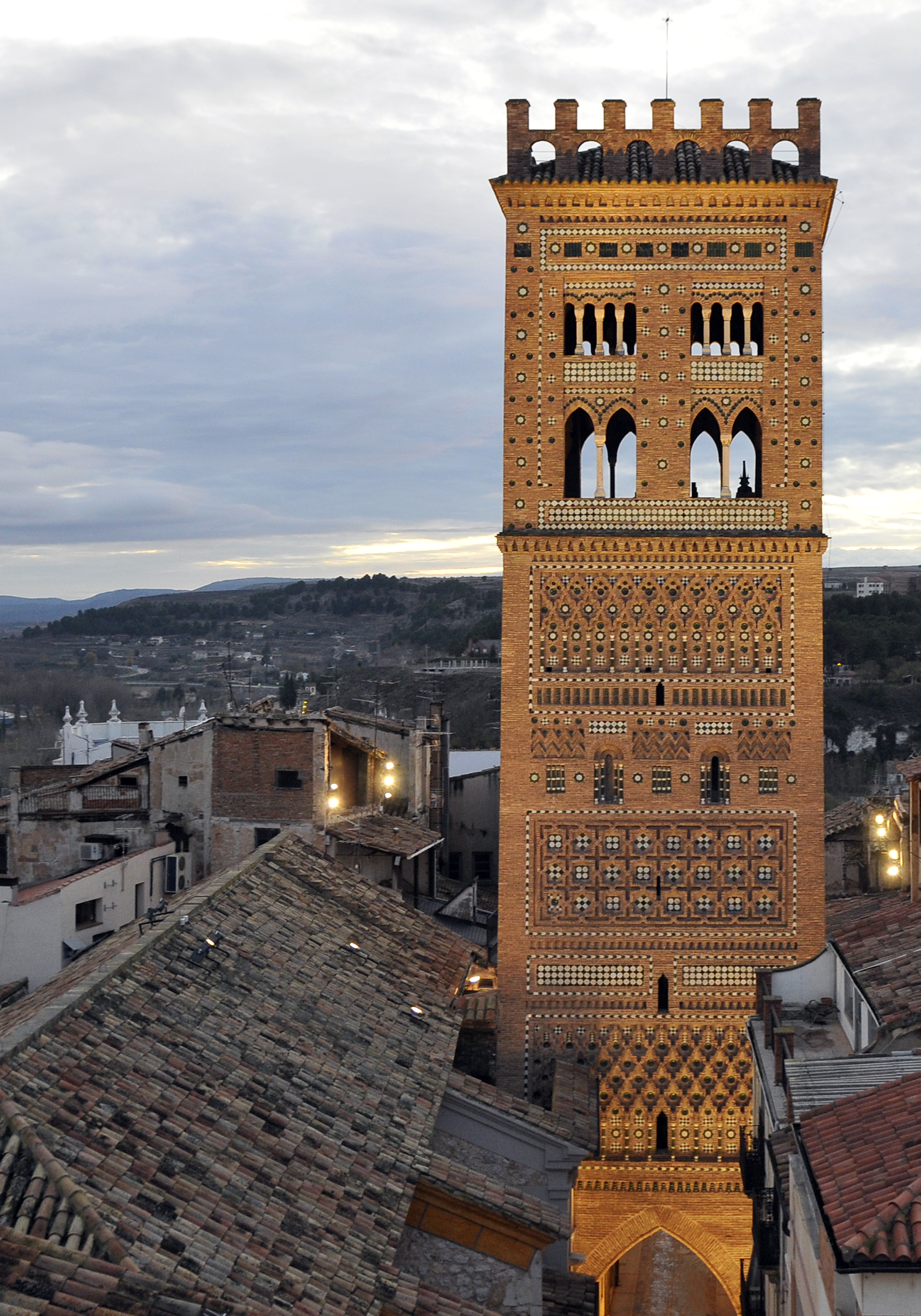
Torre de la iglesia del Salvador, Teruel, construida en el estilo conocido como arte mudéjar.

Mudéjar es un término que deriva de la palabra árabe مدجّن (transcrita mudaʒʒan, que significa «aquel a quien se ha permitido quedarse»), que se utiliza para designar a los musulmanes que permanecieron viviendo en territorio conquistado por los cristianos, aunque segregados en barrios llamados morerías y menos específicamente aljamas y bajo su control político, durante el periodo de la Reconquista. Se desarrolló a lo largo de la Edad Media en la península ibérica.

## Historia
Al principio se les permitió seguir practicando el islam, utilizar su lengua y mantener sus costumbres. Se organizaban en comunidades denominadas aljamas o morerías con diversos grados de autogobierno, según las condiciones de rendición, o de subordinación: en el caso de Baleares, la total esclavitud, en otros casos, la vinculación en condiciones de servidumbre feudal. En Valencia existían los denominados moros paliers (protegidos del rey) y otros de menor grado de protección (decimati y quintati).
En su gran mayoría, de condición social humilde, eran campesinos con una especial vinculación a la agricultura de regadío (huertas y vegas, terrazas en las laderas) o artesanos especializados (albañilería, oficios textiles -cordobanes, sedas-). Con el tiempo, las condiciones de convivencia y tolerancia se fueron endureciendo, restringiendo los contactos sociales y económicos entre comunidades; a la tradicional separación de carnicerías (basada en el especial método de sacrificio) se añadió la prohibición de contactos profesionales y matrimonios mixtos.
Las revueltas mudéjares fueron numerosas a partir del siglo XIII y provocaron la despoblación de algunas zonas (valle del Guadalquivir, norte de Alicante), aunque se mantuvieron en otras, sobre todo en el Levante, tanto castellano (Murcia), como aragonés (resto del reino de Valencia -Denia, Játiva, Segorbe-, e incluso en el valle del Ebro aragonés -Borja, Tarazona, Huesca, Teruel, Zaragoza, Calatayud-, y el Bajo Ebro y Bajo Segre catalanes). A finales de la Edad Media representaban el 11% de la población de la Corona de Aragón.
La Guerra de Granada (1482-1492) proporcionó la definitiva ampliación del concepto de mudéjares a todos los musulmanes peninsulares. En principio las condiciones de la rendición les permitían su continuidad y el ejercicio de la religión islámica; sin embargo, el incumplimiento de las condiciones pactadas por parte de los cristianos originó los primeros conflictos. A partir de la revuelta del Albaicín y la de los mudéjares granadinos en 1499, por el decreto de 1502 fueron obligados a convertirse al cristianismo, pasando así a denominarse moriscos, que a pesar de ello continuaron con sus costumbres diferenciadas y el ejercicio clandestino de su religión. La rebelión de las Alpujarras (1568) llevó a la dispersión de los moriscos granadinos por el interior de Castilla (no así los de Levante). La imposibilidad de integración y el recelo a su connivencia con los piratas berberiscos y el Imperio turco llevaron a la decisión de la expulsión de los moriscos en 1609, aunque sus efectos reales fueron escasos, excepto en los reinos de Aragón y Valencia, donde la expulsión fue completa.

## Arte mudéjar

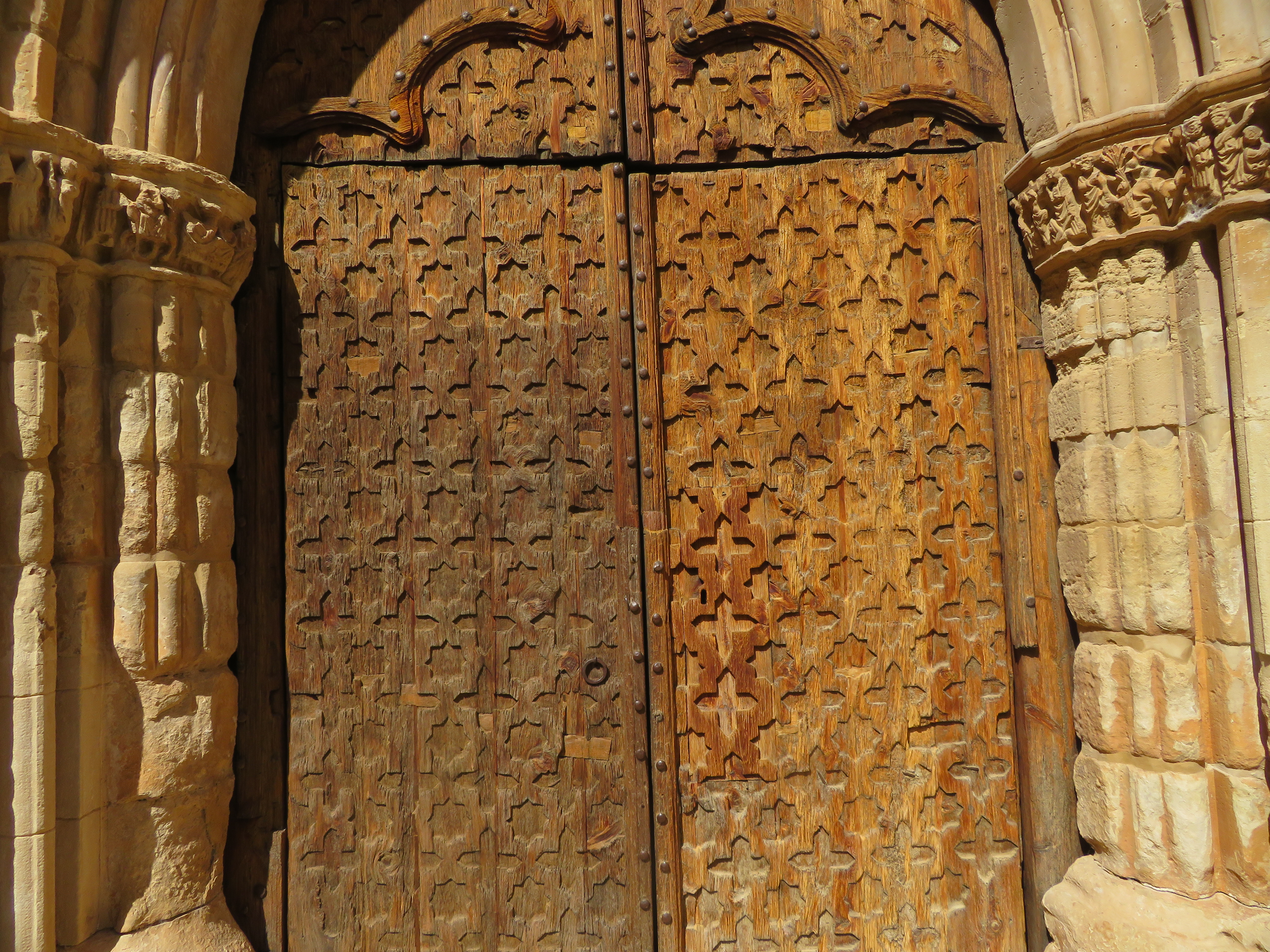
Carpintería mudéjar, santuario Virgen de la Fuente (Peñarroya de Tastavins, Teruel).

El estilo de arte que se empezó a llamar mudéjar en el siglo XIX, desarrollado particularmente en arquitectura, consistió en la aplicación a los edificios cristianos de influencias de estilo hispano-musulmán debidas a la albañilería de tradición andalusí. Es un fenómeno autóctono y exclusivamente hispánico, que se manifestó tanto en elementos arquitectónicos estructurales como decorativos (arco de herradura, artesonados) y en la preferencia por el uso de ciertos materiales (yeso, ladrillo -simple o vitrificado en azulejos-, madera -vista en los artesonados-, etc.). A pesar de su nombre, no hay una relación directa entre este estilo y la población mudéjar de la Edad Media.
Desde el siglo XIX se desarrolló una arquitectura historicista denominada neomudéjar.